# Yvron
Der Yvron ist ein Fluss in Frankreich, im Département Seine-et-Marne, in der Region Île-de-France.

## Verlauf
Er entspringt am westlichen Ortsrand von Chenoise, im Gemeindegebiet von Chenoise-Cucharmoy, entwässert im oberen Drittel zunächst in südwestlicher Richtung und wechselt später nach Nordwesten. Er durchquert in vielen Mäandern die Landschaft Brie und mündet nach insgesamt rund 30 Kilometern im Gemeindegebiet von Bernay-Vilbert als linker Nebenfluss in die Yerres.

## Orte am Fluss
(Reihenfolge in Fließrichtung)
- Chenoise
- Châteaubleau
- La Croix-en-Brie
- Gastins
- Courpalay